# Staro Selo, Sliven
Staro Selo (în bulgară Старо Село) este un sat în comuna Sliven, regiunea Sliven,  Bulgaria. 

## Demografie
Componența etnică a satului Staro Selo
     Bulgari (93,61%)
     Nicio identificare (4,78%)
     Altele (1,59%)
La recensământul din 2011, populația satului Staro Selo era de 188 locuitori. Din punct de vedere etnic, majoritatea locuitorilor (93,61%) erau bulgari. Pentru 4,78% din locuitori nu este cunoscută apartenența etnică.